# Jigoro Kano
Jigoro Kano (嘉納 治五郎; Mikage, 28. listopada 1860. –  Tokio, 4. svibnja 1938.), japanski majstor borilačkih vještina, osnivač džuda. Kao osnivač džuda, bio je prvi predsjednik Kodokan instituta.

## Životopis
Rođen je u gradu Mikage 28. listopada 1860. u Japanu. Kada mu je majka umrla, imao je samo devet godina. Poslije majčine smrti, njegov otac je obitelj preselio u Tokio. Njegov otac, Jirosaku Kano ga ubrzo nakon toga upisuje u privatnu školu koji vode Europljani s ciljem da poboljša Jigorov engleski i njemački jezik. Zbog očevog snažnog uvjerenja da je dobro obrazovanje veoma bitna stvar, Jigoro stječe obrazovanje u najboljim privatnim školama u Tokiju.
Kano je bio nizak rastom i 1,57 m i težio je svega 45 kg. Njegova želja da bude snažan je bila sve primjetnija kako je vrijeme odmicalo. U jednom trenutku obiteljski prijatelj Nakai Baisei, koji je bio član šogunove straže spomenuo je džiju-džicu kao sjajan način za formiranje snažnog tijela i duha. Nakai je nakon toga mladom Jigoru pokazao nekoliko tehnika uz pomoć kojih "mali" može lako savladati "velikog" i snažnijeg čovjeka. Nakon ovoga, Jigoro je počeo izučavati džiju-džicu, iako su ga Baisei i njegov otac odvraćali od toga, s obrazloženjem da je ta vještina zastarjela i poprilično opasna za početnika. S 18 godina je počeo studirati književnost, a nastavio je vježbati borilačke vještine. Godinu dana kasnije Jigoro Kano počinje vježbati kod majstora Isa Masatomoa. Kano je dobro napredovao i u 21. godini života dobio zvanje shihan.

### Osnivanje Kodokana
Jigoro Kano je imao ideju izvršiti reformu džiju-džicu kao vještine. Krajnji cilj reforme je bio da dobije vještinu koja će postati opće dobro za mlade u Japanu. Kao mlad bio je svjestan mana koje je ova vještina posjedovala. Samim tim, iz džiju-džicu je uklonio je potencijalno opasne tehnike koje su nerijetko dovodile do ozbiljnih povreda, a ponekad i do smrti. Kako bi izbjegao loš glas na kom se Kito-rju džiju-džicu nalazio, na um mu je palo nešto više od reforme, i tako se rodio džudo. Džudo u prijevodu znači "Nježni put".
Kodokan institut, kao središte za proučavanje džuda, Jigoro Kano je osnovao 1882., sa svojih devet učenika. Institut je započeo djelovati u budističkom hramu na samo 12 tatamija, a nekoliko godina kasnije 1911. Kano je imao preko 1.000 učenika koji su posjedovali visoka zvanja, a džudo je od tada, pa do danas prihvaćen kao sastavni dio obrazovnog sustava u Japanu.

### Džudo danas
Danas u svijetu ima stotine tisuća ljudi koji se bave džudom. Borilačka vještina koja je nastala početkom 20. stoljeća, sve je više i više popularna. Godine 1964. džudo je uvršten u Olimpijski program kao revijalni događaj. A osam godina kasnije je dodat na listu redovnih športova za muškarce, a 1992. i za žene.

## Djela
- Kokushi (1898. – 1903).
- Jūdō. (1915. – 1918).
- Living Age (1922.)
- Judo (jujutsu) (1937.)
- Jujutsu and Judo; What Are They? (1937.)
- Jujutsu Becomes Judo. (nepoznat datum izdanja)
- Kanō Jigorō, watakushi no shōgai to jūdō (1972.)
- Kanō Jigorō chosakushū. (1983.)
- Kodokan judo/Jigorō Kanō (1986.)
- Kanō Jigorō taikei/kanshū Kōdōkan (1995.)
- Mind over muscle – writings from the founder of judo (2013.)

## Vanjske poveznice
- Articles by and about Kano Jigoro
- National Diet Library photos and biography
- Videos of Kano Jigoro (judovision.org)
- The life and Writings of Jigoro Kano, Founder of Judo. (thejudopodcast.eu)
- The life and Writings of Jigoro Kano, Founder of Judo. PART 2 (thejudopodcast.eu)